# Steven Quale
Steven Quale est réalisateur américain pour le cinéma et la télévision. Il a aussi signé un court métrage, et coréalisé avec James Cameron le documentaire Aliens of the Deep. Il a également travaillé en tant que deuxième réalisateur sur des films à succès comme Titanic et Avatar, et a même fait partie de l'équipe des effets visuels sur ce dernier.
Son premier grand film est Destination finale 5 et sort au cinéma durant l'été 2011.

## Filmographie

### Comme réalisateur
- 1988 : Darkness
- 2002 : Superfire, l'enfer des flammes
- 2005 : Aliens of the Deep
- 2011 : Destination finale 5
- 2014 : Black Storm (Into the Storm)
- 2017 : Braqueurs d'élite (Renegades)

### Comme deuxième réalisateur
- 1997 : Titanic
- 2009 : Avatar

### Effets visuels
- 2009 : Avatar